# Thirsk and Malton

Localisation de la circonscription au sein du Yorkshire du Nord.

La circonscription de Thirsk and Malton est une circonscription électorale britannique située dans le Yorkshire du Nord et couvrant le district de Ryedale et une partie des districts de Hambleton et Scarborough, autour des villes de Thirsk et Malton.
Elle est créée en 1885 à partir de l'ancienne circonscription de Thirsk. En 1983, elle est remplacée par la circonscription de Ryedale, avant d'être recréée en 2010. Elle est actuellement représentée à la Chambre des communes par Kevin Hollinrake, du Parti conservateur.

## Liste des députés

### 1885-1983
- 1885 : Lewis Payn Dawnay (conservateur)
- 1892 : John Lawson (conservateur)
- 1906 : Charles Duncombe (conservateur)
- 1915 : Edmund Turton (conservateur)
- 1929 : Robin Turton (conservateur)
- 1974 (février) : John Spence (conservateur)

### Depuis 2010
- 2010 : Anne McIntosh (conservateur)
- 2015 : Kevin Hollinrake (conservateur)